# Clearwater River Dene Band 221
Clearwater River Dene Band 221 är ett reservat i Kanada.   Det ligger i provinsen Saskatchewan, i den centrala delen av landet, 2 600 km väster om huvudstaden Ottawa. Clearwater River Dene Band 221 ligger vid sjöarna  Charanduk Lake Lac La Loche och Wiegand Lake.
I omgivningarna runt Clearwater River Dene Band 221 växer i huvudsak blandskog. Trakten runt Clearwater River Dene Band 221 är nära nog obefolkad, med mindre än två invånare per kvadratkilometer.